# Ariathisa
Ariathisa é um gênero de traça pertencente à família Arctiidae.